# Nicolae Linca
Nicolae Linca (Cergăul Mare, Blaj, 1 de enero de 1929 – Feisa, 27 de junio de 2008) fue un boxeador wélter rumano. Después de conseguir el bronce en los Campeonatos Europeos de Varsovia 1953 y Berlín 1955, se convirtió en el primer boxeador rumano que se convirtió en campeón olímpico en los Juegos Olímpicos de Melbourne 1956. Luchando con un dedo roto, luchó contra Fred Tiedt en la primera ronda. Hoy en día sigue siendo el único boxeador rumano que ha ganado el oro en los Juegos Olímpicos. Su récord amateur al retirarse fue 281-25. Después de competir como aficionado, Linca se dedicó a entrenar este deporte.
En la década de los 90, vivió en la extrema pobreza y sufrió Parkinson y Alzheimer, que provocaron su muerte a los 79 años. En 2005, fue galardonado con la Orden del Mérito Deportivo de Primera clase.

## Combates
Melbourne 1956
- Primeraronda: Derrotó a Hector Hatch (Islas Fiji) Puntos
- Cuartos de final: Derrotó a Nicholas Andre (Suráfrica) Puntos
- Semifinal: Derrotó a Nicholas Gargano (Inglaterra) Puntos
- Final: Derrotó a Fred Tiedt (Irlanda) 3-2

Además ganó la medalla de bronce en el Campeonato Europeo de Varsovia 1953 y Berlín 1955.